# Mirza Salman Djaberi
Mirza Salman Djaberi d'Ispahan (|میرزا سلمان جابری اصفهانی) est un éminent homme d'état persan de l’Empire séfévide, qui fut grand vizir sous les règnes d’Ismaïl II (1576-77) et de Mohammad Khodabandeh (1577-1588).

## Ascension politique
Mirza Salman, fils de l’agha Mirza Ali Djaberi, est issu de la famille aristocratique des Djaberi d’Ispahan, qui avait servi les princes Aq Qoyunlu, et descendait d'un illustre poète soufi, Khawâdjâ Abdallâh Ansârî. Mirza Salman fut formé aux affaires politiques par son père, alors vizir du gouverneur de Shiraz, Ebrahim Khan Zu'l-Qadar. À la mort de son père, en 1548, Mirza Salman rallia la capitale des princes Séfévides, Qazvin où, par la faveur du vizir d’Azerbaïdjan, Mirza Ata-Allah Isfahani, il fut admis à la cour du shah Tahmasp Ier (1524–1576) comme gentilhomme (moqarrab) avec la charge de grand-chambellan (nāẓer-e boyutāt-e sarkār-e khāṣṣeh-ye sharifa).
Le 14 mai 1576, Tahmasp Ier mourut et une lutte dynastique opposa brièvement ses deux fils Haïdar et Ismaïl : ce dernier prit le dessus avec l'aide de sa demi-sœur Pari Khan Khanum. Ismaïl Mirza fut couronné sous le nom d'Ismaïl II le 22 août 1576. Le 13 juin 1577, Mirza Salman était nommé grand vizir, et succédait à Mirza Chokrollah Isfahani.

## Mandat de grand vizir

### Sous le règne d'Ismaïl II

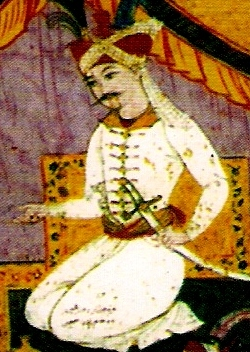
Ismaïl II, miniature perse du XVIe siècle.

Dix-neuf années de détention dans la forteresse de Qahqaheh avaient gravement affecté Ismaïl II, le rendant peu enclin à tolérer les manifestations d'indépendance au sein de son empire : c'est ainsi qu'il se trouva en butte à l'opposition de la princesse Pari Khan Khanum et des tribus Qizilbash,. Le 24 novembre 1577, Ismaïl II fut empoisonné par des concubines de son harem, soudoyées par Pari Khan Khanum. Afin de mettre un terme à l'anarchie qui grondait, Mirza Salman tâcha de convaincre les chefs des tribus Qizilbash de prêter serment. Soucieuse de ce que l'annonce de l'assassinat d'Ismaïl II pourrait déchaîner un tumulte, l’aristocratie interdit l'accès au palais impérial jusqu'à la conclusion d'un accord entre les partis sur la succession au trône. Selon certains récits, des officiers du palais auraient proposé à la princesse Pari Khan Khanum de succéder à son frère, ce qu'elle déclina prudemment.
Afin d'abréger la crise de succession, les chefs Qizilbash s'accordèrent pour élire le futur shah au terme d'un conseil et faire connaître leur candidat à la princesse Pari Khan Khanum. Il examinèrent d'abord la possibilité de faire couronner le prince Shoja al-Din Mohammad Safavi, âgé de seulement huit mois et de confier la régence à Pari Khan Khanum, mais cette option fut repoussée par des tribus Qizilbash redoutant leur perte d'influence. Finalement, le choix du conseil se porta sur Mohammad Khodabandeh, frère aîné d'Ismaïl II : cette décision fut approuvée par Mirza Salman ainsi que par la princesse Pari Khan, qui considérait cet homme déjà âgé et presque aveugle comme un débauché facile à manipuler. Pari Khan passa un accord avec les chefs Qizilbash pour s'assurer la conduite des affaires de l'état.

### Sous le règne de Mohammed Khodabandeh

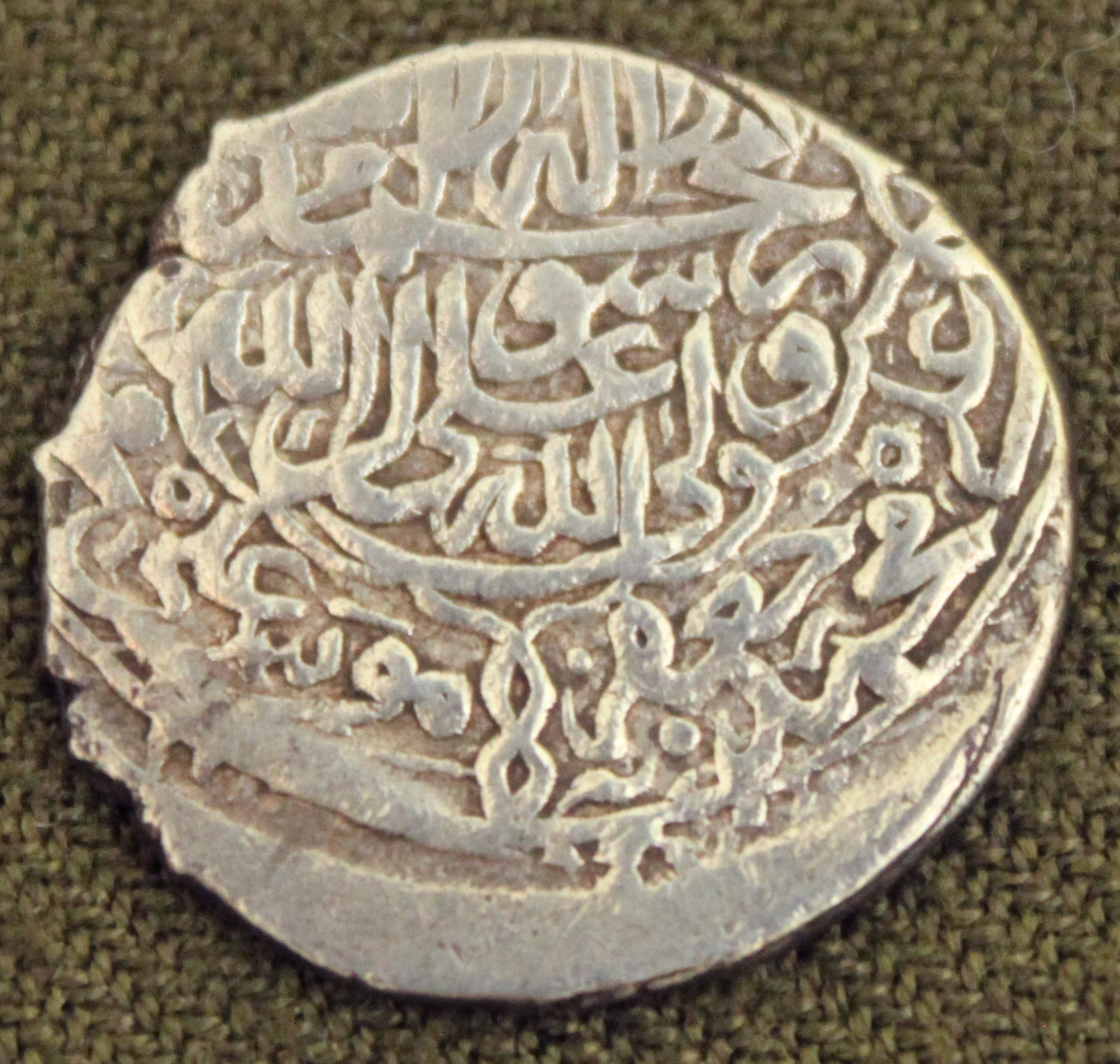
Pièce de monnaie frappée sous le règne de Mohammad Khodabandeh.

Dès son avènement, Khodabandeh confirma Mirza Salman au poste de grand vizir. Mirza Salman fut d'abord débordé par les initiatives de la princesse Pari Khan Khanum, qui exerçait de fait le pouvoir à la cour ; mais elle fut assassinée le mois suivant à l'instigation de la nouvelle impératrice, Kheyr on-Nessa Beygom, de culture mazandarani, plus connue par son titre de Mahd-e Olya.
Afin d'exploiter ce chaos politique, le sultan Mourad III décida de reprendre les conquêtes perdues de Soliman le Magnifique : d'une part, les Ouzbeks proposaient aux Ottomans de monter une attaque combinée sur deux fronts ; d'autre part, le clergé ottoman invitait le sultan à se proclamer unique défenseur de la foi sunnite, et à mettre un terme au Chiisme en Perse et dans les territoires voisins. Les Ottomans entrèrent en guerre dès que les Ouzbeks envahirent les territoires séfévides d'orient, en particulier le Khorasan. Le Khanat de Chirvan tomba aux mains des Ottomans avant la fin de l'été 1578, leur donnant contrôle sur presque tous les territoires à l’ouest de la côte de la Mer Caspienne, et ouvrant une voie d'invasion vers le centre de l’Arménie et l’Azerbaïdjan : ces deux régions furent attaquées en 1579 les Tatars de Crimée d’Adil Giraï. C'est alors que Mirza Salman Djaberi, avec le prince Hamzeh Mirza, opéra une remarquable contre-attaque qui tint en échec les envahisseurs venus d'Orient. Adil Giraï fut exécuté à Qazvin, la capitale des princes séfévides.
Mirza Salman devint l'un des favoris de Mahd-e Olya, nouvelle maîtresse de l'empire. Celle-ci désirait surtout faire de son fils préféré, Hamzeh Mirza, le prince héritier. Mirza Salman, qui ne l'ignorait pas, chercha à gagner en influence et en autorité en donnant sa fille en mariage à Hamzeh Mirza ; puis au mois d'août 1580, il obtint le renvoi du vizir d’Hamzeh Mirza, Hossein Beg Shamlu et prit sa place. Par la suite, il fit de son fils Mirza Abdallah Djaberi le nouveau vizir.
Le shah se reposait chaque jour davantage sur l'autorité de Mirza Salman, qui se fit d'abord nommer sénéchal et garde des sceaux. Son talent parut au grand jour en 1581, lorsqu'il s'imposa comme le principal artisan d'un traité capital par lequel les princes de Géorgie (Simon Ier de Karthli et Alexandre II de Kakhétie) confirmaient leur allégeance au shah, sapant ainsi l'autorité des Ottomans dans cette région du Caucase,. Comme son pouvoir continuait de s'étendre, il rencontra une opposition croissante parmi les chefs Qizilbash, qu'il considérait comme des « épines de rose dans son jardin de délices. » Mirza Salman les humilia parfois, et s'efforça systématiquement de miner leur autorité. Sa politique extérieure au Khorasan (dont les qualificatifs de Kholasat al-tawariko ou Noqawat al-athar minimisent la part prise par les Qizilbash) est vraisemblablement à l'origine du complot ourdi par le garde du palais Qoli Beg Afshar, le mohrdar (garde des sceaux) Shahrokh Khan Zu'l-Qadar et Mohammad Khan Torkman.

### Sa mort
Le 12 mai 1583, des chefs Qizilbash dépêchèrent des assassins vers Mirza Salman, qui venait de partir pour le village voisin de Gazorgah, où il s'affairait à l'organisation d'un festin en hommage à son ancêtre, le poète Khawâdjâ Abdallâh Ansârî. On informa le grand vizir du complot des Qizilbash : il se réfugia précipitamment à Herat, dans une madrassa servant de résidence royale ; en vain : Mirza Salman fut assassiné à Bagh-e Zaghan, et sa tête tranchée envoyée au gouverneur Qizilbash d’Herat, Ali Qoli Khan Shamlu. Son corps fut pendu en ville, puis le juge militaire Mir Abol-Vali Indjou ordonna qu'il fût inhumé à Mechhed. C'est un autre noble d'Ispahan, Mirza Hedayatollah, qui lui succéda au poste de grand vizir.

## Postérité
Mirza Salman reste comme l’un des plus grands hommes d’état de son temps, et la postérité l’a qualifié de « pilier de l’État » (E'temad-e daulat). Quelques historiens persans l’ont comparé à Asif ibn Barkhiya, que le Coran cite comme un ministre du roi Salomon. Les chroniques perses postérieures comparent Mirza Salman à d’autres célèbres chefs d’état iraniens, comme le vizir seldjoukide Nizam al-Mulk, les vizirs d’Ilkhanat Shams al-Din Djouvayni et Rashid al-Din, ou le régent (vakil) Najm-e Sani.